# Temerloh
Temerloh – miasto w Malezji, w stanie Pahang. Według danych szacunkowych na rok 2008 liczy 77 252 mieszkańców. Ośrodek przemysłowy.